# 1904 no desporto

## Eventos
- 8 a 18 de fevereiro - Torneio de xadrez de Monte Carlo, vencido por Geza Maroczy.[1]
- 25 de abril a 19 de maio - Torneio de xadrez de Cambridge Springs de 1904, vencido por Frank Marshall.[2]
- 1 de julho - Abertura dos III Jogos Olímpicos em Saint Louis EUA.
- 1 de julho - Fundação do clube Bayer 04 Leverkusen em Leverkusen, Alemanha.

### Ciclismo
- 24 de julho - O francês Henri Cornet vence a Volta a França em bicicleta.

### Futebol
- 28 de fevereiro - Fundação do SL Benfica
- 17 de abril - Fundado o Bangu Atlético Clube
- 21 de maio - Fundação da FIFA
- 12 de agosto - Fundado o Botafogo Football Club, depois Botafogo de Futebol e Regatas.
- 18 de setembro - Fundado o America Football Club, sete vezes campeão carioca.

## Nascimentos
| Data           | Nome                 | Profissão                          | Nacionalidade                   | Observações | Ref    |
| -------------- | -------------------- | ---------------------------------- | ------------------------------- | ----------- | ------ |
| 26 de janeiro  | Marcus Nikkanen      | patinador artístico                | Finlândia                       | m. 1985     | [ 3 ]  |
| 6 de abril     | Georges Gautschi     | patinador artístico                | Suíça                           | m. 1985     | [ 4 ]  |
| 12 de abril    | David Jenkins        | jogador de rugby                   | País de Gales                   | m. 1951     | [ 5 ]  |
| 16 de abril    | Jennison Heaton      | piloto de bobsleigh e skeleton     | Estados Unidos                  | m. 1971     | [ 6 ]  |
| 2 de julho     | René Lacoste         | tenista e criador da camiseta polo | França                          | m. 1996     | [ 7 ]  |
| 27 de julho    | Lyudmila Rudenko     | enxadrista                         | Ucrânia (atual) · Império Russo | m. 1986     | [ 8 ]  |
| 17 de setembro | Christen Christensen | patinador artístico                | Noruega                         | m. 1969     | [ 9 ]  |
| 29 de outubro  | Randi Bakke          | patinadora artística               | Noruega                         | m. 1984     | [ 10 ] |
| 28 de dezembro | Fanny Rosenfeld      | atleta, velocista                  | Ucrânia (atual) · Império Russo | m. 1969     | [ 11 ] |

## Mortes
| Data | Nome | Profissão | Nacionalidade | Observações | Ref |
| ---- | ---- | --------- | ------------- | ----------- | --- |